# Кленовые Вершины
Кленовые Вершины — опустевшая деревня в Калининском районе Саратовской области. Входит в состав сельского поселения Свердловское муниципальное образование. 

## География
Находится на расстоянии примерно 34 километра по прямой на юг-юго-запад от районного центра города Калининска.

## История
Основана в XVIII веке.

## Население
Постоянное население составило 59 человека (85% чеченцы) в 2002 году, 0 в 2010.